# Fontana dell'Agnellino

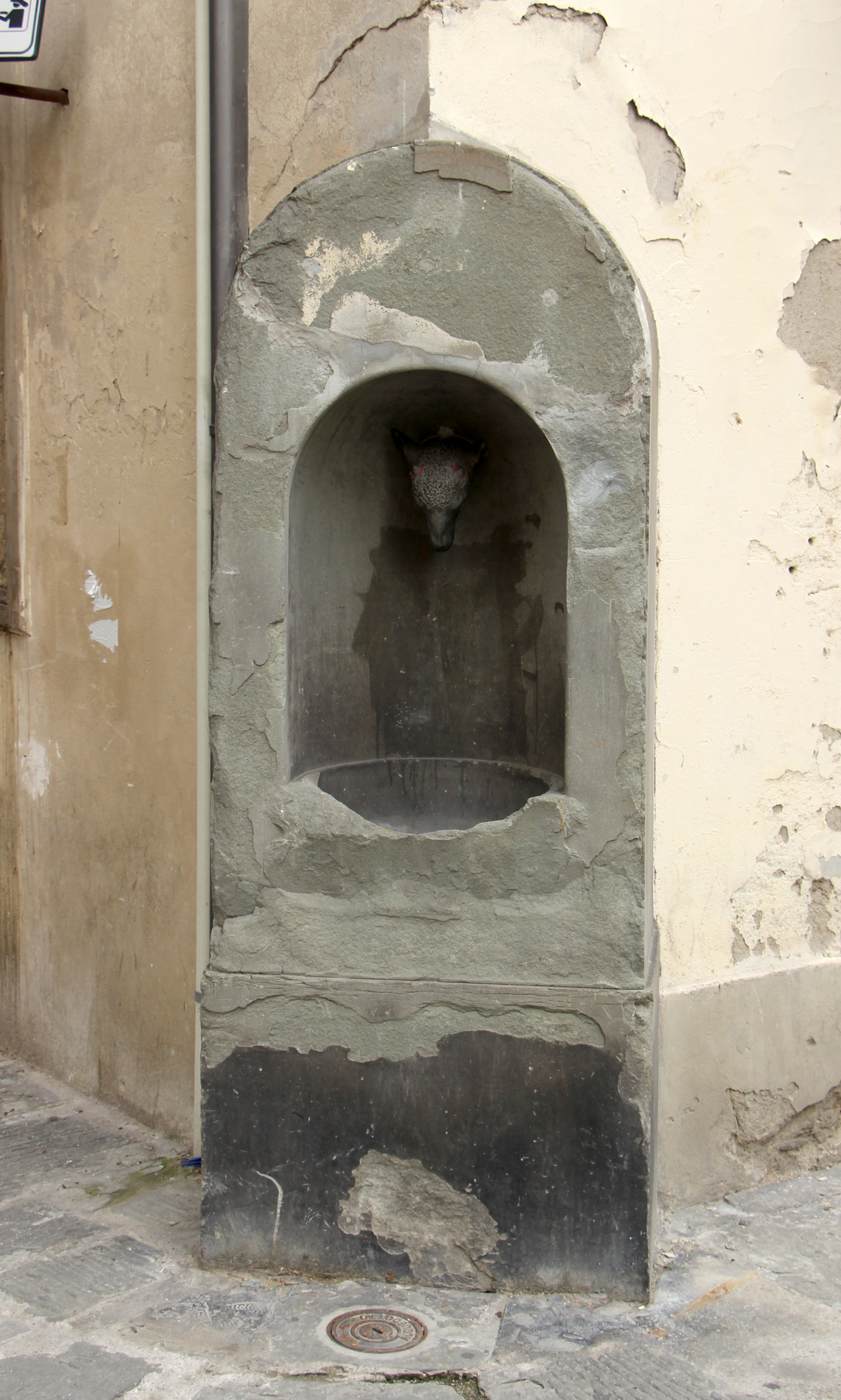
Fontana dell'Agnellino

La fontana dell'Agnellino si trova a Firenze in via dei Lavatoi angolo via Isola delle Stinche e affacciata su piazza San Simone, sul fabbricato del teatro Verdi.

## Storia e descrizione
La fontana nacque in seguito alla demolizione del grande lavatoio dell'Arte della Lana, del quale resta traccia nella toponomastica di via dei Lavatoi. Nel 1834 si decise infatti l'abbattimento dell'antica vasca usata dai tintori fiorentini e dalle massaie per il bucato assieme all'attiguo carcere delle Stinche, al posto dei quali sorse nel 1854 il teatro Verdi.
Il problema dello sbocco dell'antica fonte di acqua venne risolto con la piccola fontanella nel "luogo di comodità e divertimento". Ma sorse immediatamente il problema della tracimazione per il troppo ingente flusso che era calibrato su una vasca di dimensioni molto grandi e non su una semplice fontanella. Ridimensionata la portata idrica, venne posta come vasca un bacino a forma di conchiglia, che andò disperso durante la seconda guerra mondiale.
Più tardi venne composta una fontanella "con una conchiglia, distrutta dai carri armati durante l'ultima guerra".  
La fontana odierna venne realizzata a metà degli 1950 su iniziativa del Comitato per l'estetica cittadina. È composta da un'edicola in pietra serena con una piccola vasca, nella quale gettava acqua (la fontana è da molti anni spenta) una testina bronzea di agnello, piegata verso il basso, opera dello scultore Averardo Tosetti. La scelta del soggetto dovette probabilmente echeggiare lo stemma dell'Arte della Lana, che vede un bianco Agnus Dei.

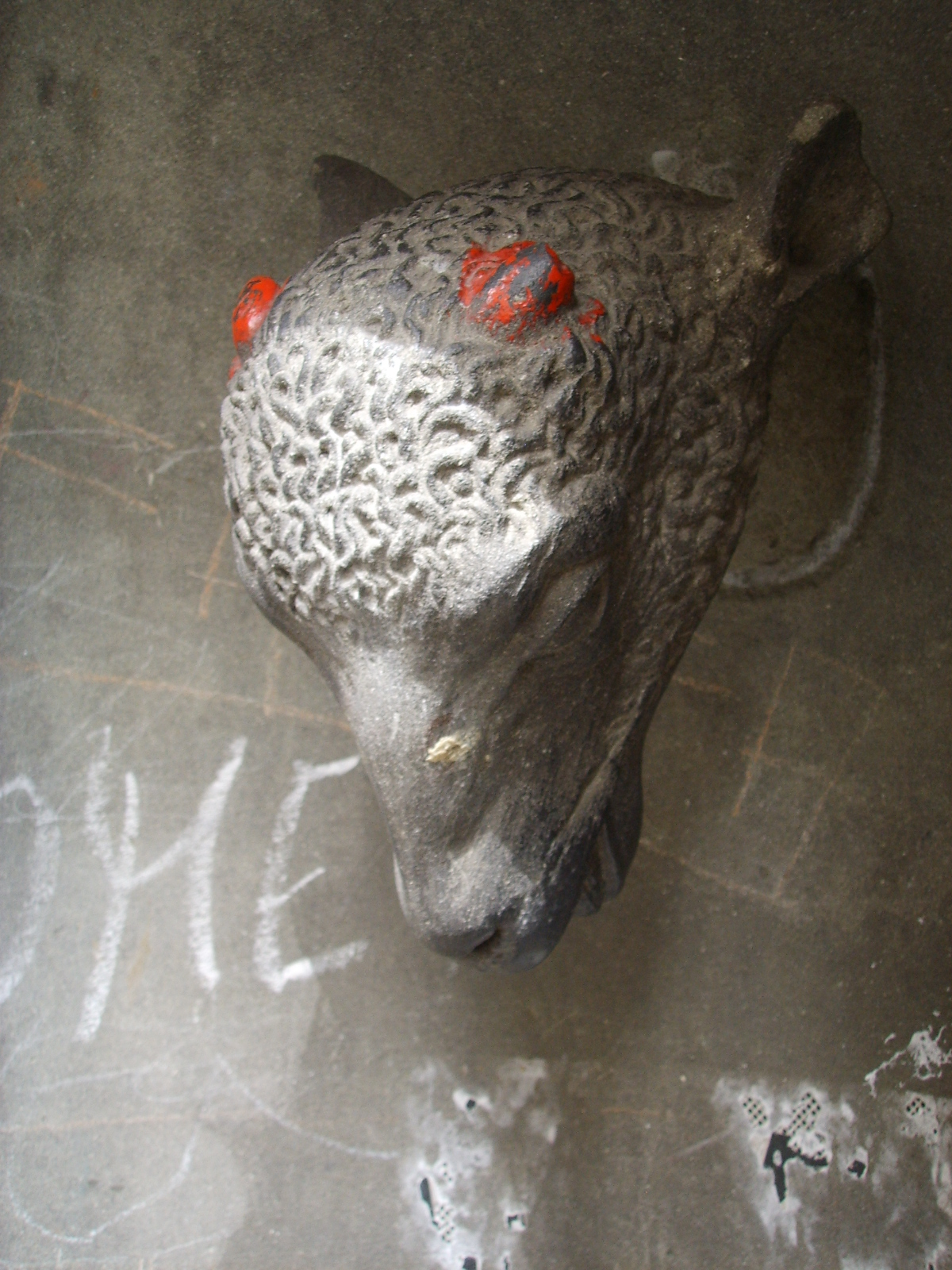
La testa dell'agnello